# John Hoyland
 John Hoyland (* 12. Oktober 1934 in Sheffield, Yorkshire, England; † 31. Juli 2011 in London) war ein britischer Maler und Grafiker. Er galt als einer der führenden abstrakten Maler in Großbritannien.

## Leben und Werk
John Hoyland studierte an der Leighton Park School, und von 1951 bis 1960 an der Sheffield School of Art und an den Royal Academy Schools. Er wurde im Jahr 1991 in die Royal Academy berufen und 1999 zum Professor an den Royal Academy Schools ernannt.
Seine erste Einzelausstellung fand im Jahr 1964 in der Marlborough Gallery in New London statt. 1967 hatte er eine Einzelausstellung in der Whitechapel Art Gallery. In den 1960er Jahren Hoyland zeichneten sich seine Arbeiten durch einfache Formen, intensive Farbe und eine flache Bild-Oberfläche aus. In den 1970er Jahren bekamen seine Bilder immer mehr Textur. Er stellte während der 1970er und 1980er Jahren in den Waddington Galleries in London aus.
Im Jahr 1968 war Hoyland mit 4 abstrakten Ölbildern Teilnehmer der 4. documenta in Kassel. Während der 1960er und 1970er Jahren zeigte er seine Bilder in New York City in der Robert-Elkon Gallery und der Gallery André Emmerich. Seine Gemälde gehören sind den Stilrichtungen Post-Painterly Abstraction, Color Field Painting und zur lyrischen Abstraktion.
Retrospektiven seiner Bilder fanden in der Serpentine Gallery (1979), der Royal Academy (1999) und Tate St Ives (2006) statt. Seine Werke sind Teil von zahlreichen öffentlichen und privaten Sammlungen, zum Beispiel der Tate Gallery in London.